# 高槻市立松原小学校
高槻市立松原小学校（たかつきしりつ まつばらしょうがっこう）は、大阪府高槻市にある公立小学校。
地域の児童数の増加により高槻市立大冠小学校・高槻市立北大冠小学校の校区を再編し、1976年に開校した。阪急高槻市駅南東の住宅地を校区としている。
江戸時代初期、当時の高槻藩が「八丁松原」と呼ばれる松並木を整備し、現在でも一部が残っている。松原小学校の校名は、この八丁松原からとられている。

## 沿革
- 1976年4月1日 - 高槻市立松原小学校として、現在地に開校。
- 1976年7月1日 - プール完成
- 1979年4月1日 - 養護学級設置。
- 1990年 - 高槻市教育委員会から、図工科の研究校に指定される（1991年度まで）。
- 2001年 - 高槻市教育委員会から、ボランティア体験推進事業校に指定される（2002年度まで）。

## 通学区域
- 高槻市 松原町、南松原町、千代田町、沢良木町、明野町、永楽町。

卒業生は基本的に高槻市立第六中学校に進学する。

## 交通
- 阪急京都線 高槻市駅 南東へ約1km。
- 高槻市営バス 藤の里バス停。
- 京阪バス 沢良木町バス停より東300m。